# Боевой (эсминец, 1906)
«Боевой» — эскадренный миноносец типа «Инженер-механик Зверев», построенный для усиления Российского флота на Дальнем востоке. До 10 октября 1907 года числился миноносцем. Назван в честь одноимённого миноносца, погибшего в Русско-японской войне.

## Постройка и довоенная служба
15 апреля 1905 года зачислен в списки судов Балтийского флота, 11 марта 1905 года заложен на судоверфи завода «Шихау» в Эльбинге (Германия), спущен на воду 9 января 1906 года, вступил в строй весной 1906 года. От отправки миноносца во Владивосток отказались из-за окончания военных действий с Японией.
«Боевой» прошел капитальный ремонт корпуса и главных механизмов в 1910—1911 годах на заводе акционерного общества «Крейтон и Ко» в Санкт-Петербурге с заменой котлов.
Накануне Первой мировой войны миноносцы типа «Инженер-механик Зверев» свели в третий дивизион Первой минной дивизии.

## Дальнейшая судьба
Во время Первой мировой войны нес вспомогательную и дозорную службу, обеспечивал противолодочную оборону главных сил флота. 27 июня 1916 года безуспешно атаковал немецкую подводную лодку. В 1916 году прошел капитальный ремонт корпуса с заменой трубок в котлах. Участвовал в Февральской революции.
12 апреля 1918 года оставлен в Гельсингфорсе (Хельсинки) и интернирован там германскими войсками. По условиям Брестского мирного договора возвращен РСФСР и отправлен в Кронштадт, где с мая 1918 года находился на долговременном хранении.
В 1924 году сдан «Комгосфондов» для реализации и 21 ноября 1925 года исключен из состава РККФ.